# Уч-Шерефелі
41°40′41″ пн. ш. 26°33′13″ сх. д. / 41.678055555556° пн. ш. 26.5535° сх. д.
Уч-Шерефелі (тур. Üç Şerefeli Camii) — мечеть XV ст, що було зведено в часи Османської імперії. Назва відноситься до незвичайного мінарету з трьома балконами (Мечеть з 3 балконами). Відома також як Бурмалі Камі (Мечеть Змії).

## Історія
Є однією з найважливіших мечетей ранньоосманської культової архітектури. Фундував мечеть 1438 року султан Мурад II. За різними припущеннями роботами керував Кемал ад-Дін Кемалеттін) або Уста Мюсліхаддіна. Будівництво було завершено 1447 року. На момент зведення купол мечеті був найбільшим серед османських будівель. Дві синьо-бірюзові кахельні панелі, пофарбовані під глазур'ю, у тимпані вікон, ймовірно, були виготовлені тією ж групою майстрів, що прикрашали мечеть Єшіль Камі у Бурсі, де плитки підписані як «робота майстрів» Тебріз". Візерунок плитки з квітковими бордюрами у китайському стилі схожий на той, що в невеликій мечеті Мурадіє в Едірне.
Мечеть була суттєво пошкоджена пожежею в 1732 році і землетрусом в 1748 році, але була відремонтована за наказом Махмуда I.

## Розташування
Розташовано в історичному центрі міста, неподалік від мечеті Селіміє та Ескі-Камі.

## Опис
Її дизайн дуже відрізняється від попередніх мечетей. Загальна форма мечеті Уч Шерефелі з її молитовним залом із центральним куполом, аркадним двором із фонтаном, мінаретами та високими вхідними порталами передвіщала риси пізньоосманської культової архітектури
План майже квадратний (65х67 м), чітко розділений між відкрити прямокутним двором (сахна) і закритою прямокутним молитовною залою. Побудовано з бургазького вапняку з головним куполом 24 м у діаметрі, який покриває більшу частину середньої частини зали. Купол ззовні підтримується 6-граним барабаном з 12 світловими отворами, що підтримується контрфорсами.
Внутрішній двір має центральний фонтан і оточений портиком з арок і куполів, з прикрашеним центральним порталом, який веде у внутрішній двір ззовні, а інший веде з внутрішнього двору до молитовної зали. Останній зосереджено навколо величезного купола, а боки — вкрито 2 меншими куполами. Зовні це призводить до раннього прикладу візуального ефекту «каскаду куполів», який спостерігався в пізніших османських мечетях.
Має 4 мінарети (було нововведенням, оскільки до того зводилися 2 мінарети), розташовані навколо 4 кутів внутрішнього двору. Її південно-західний мінарет був найвищим османським мінаретом, побудованим до того часу, і має 3 балкони, від яких і походить назва мечеті.

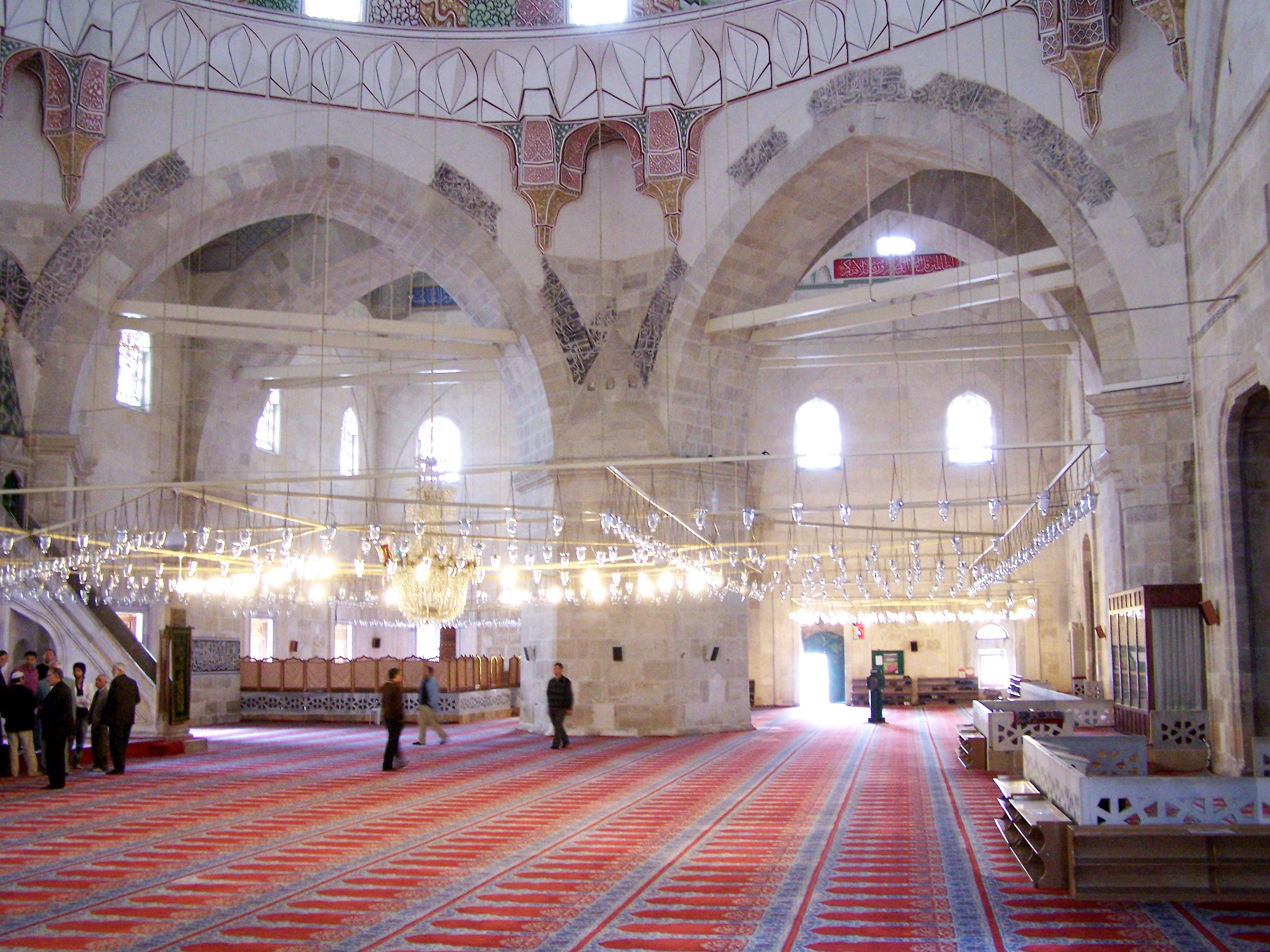
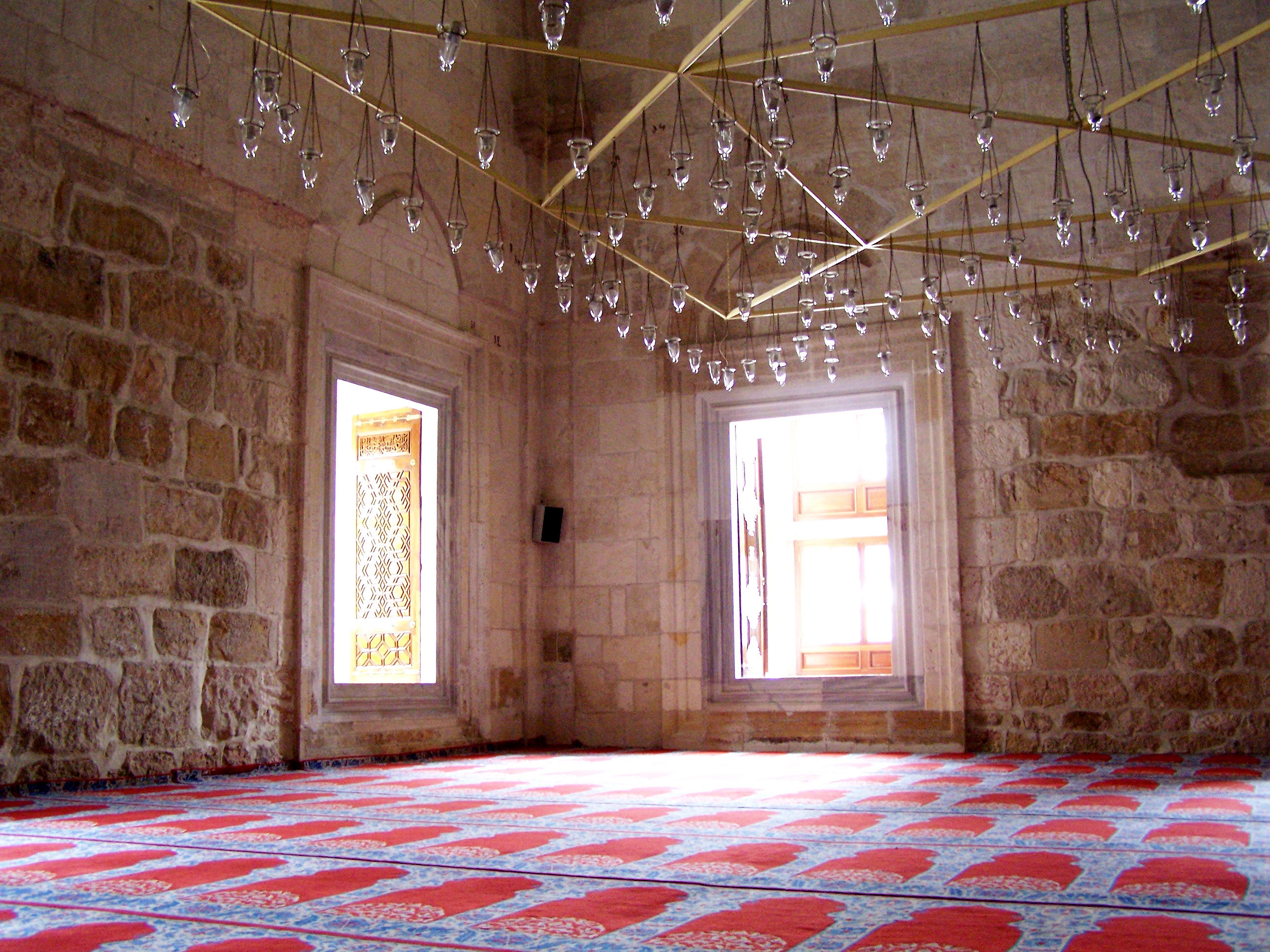
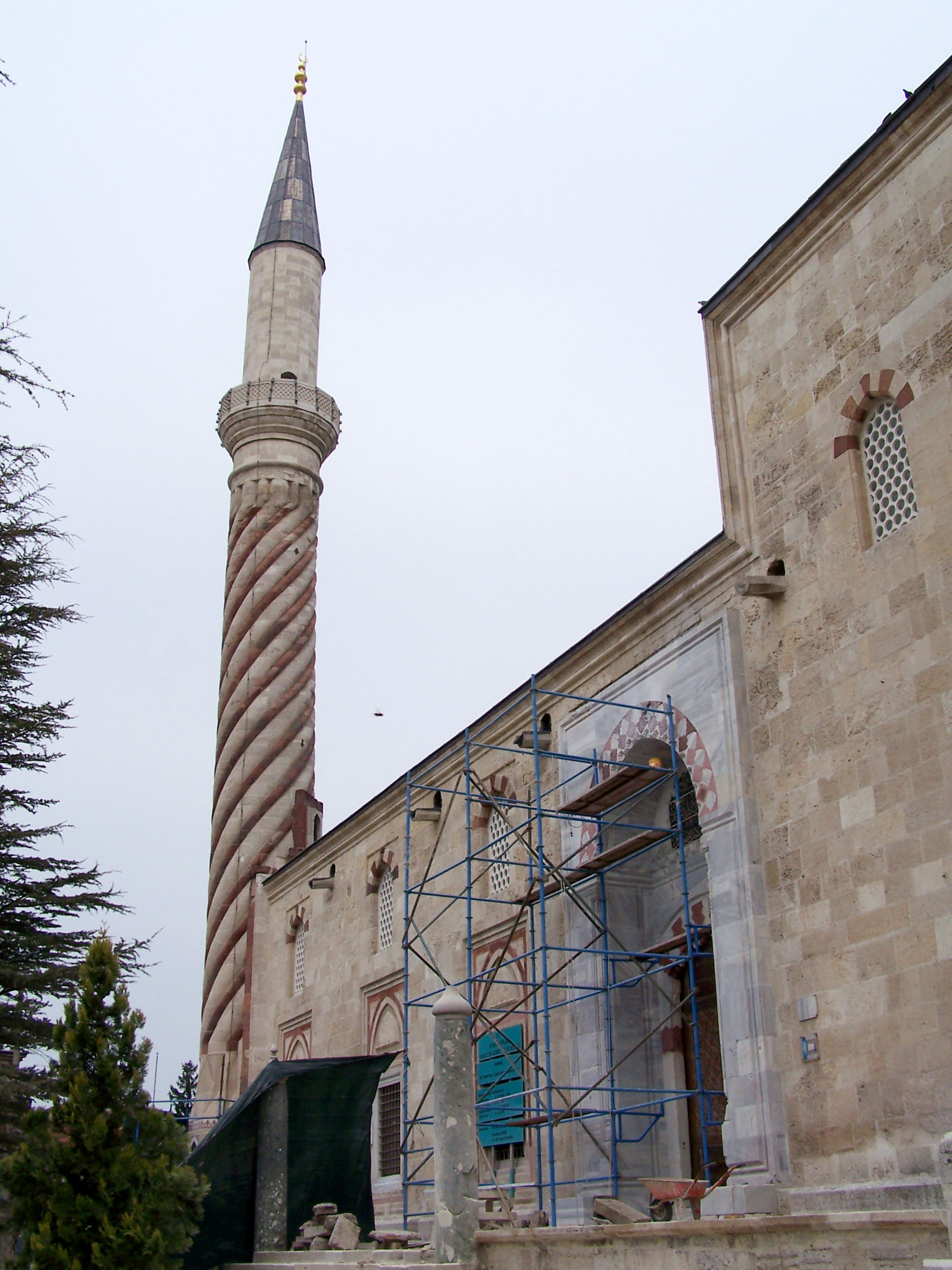
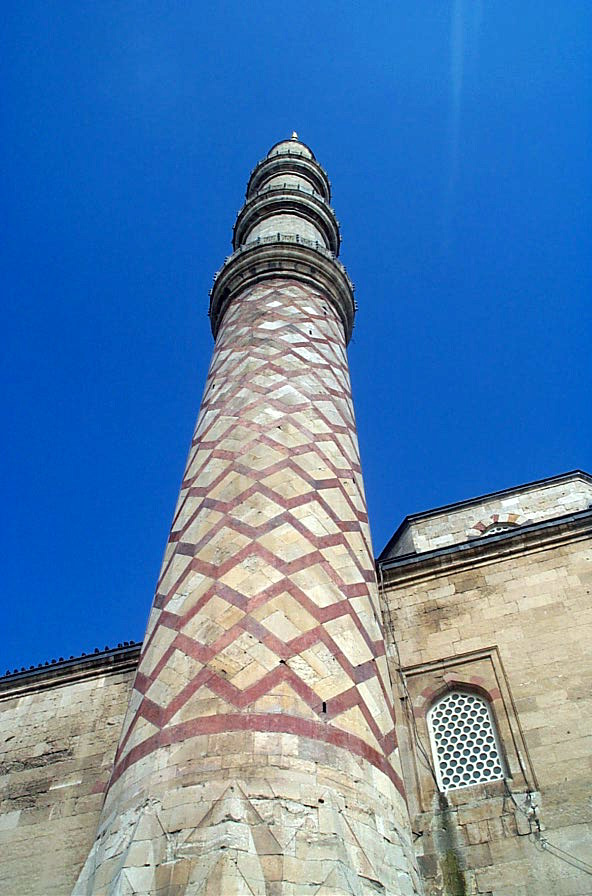
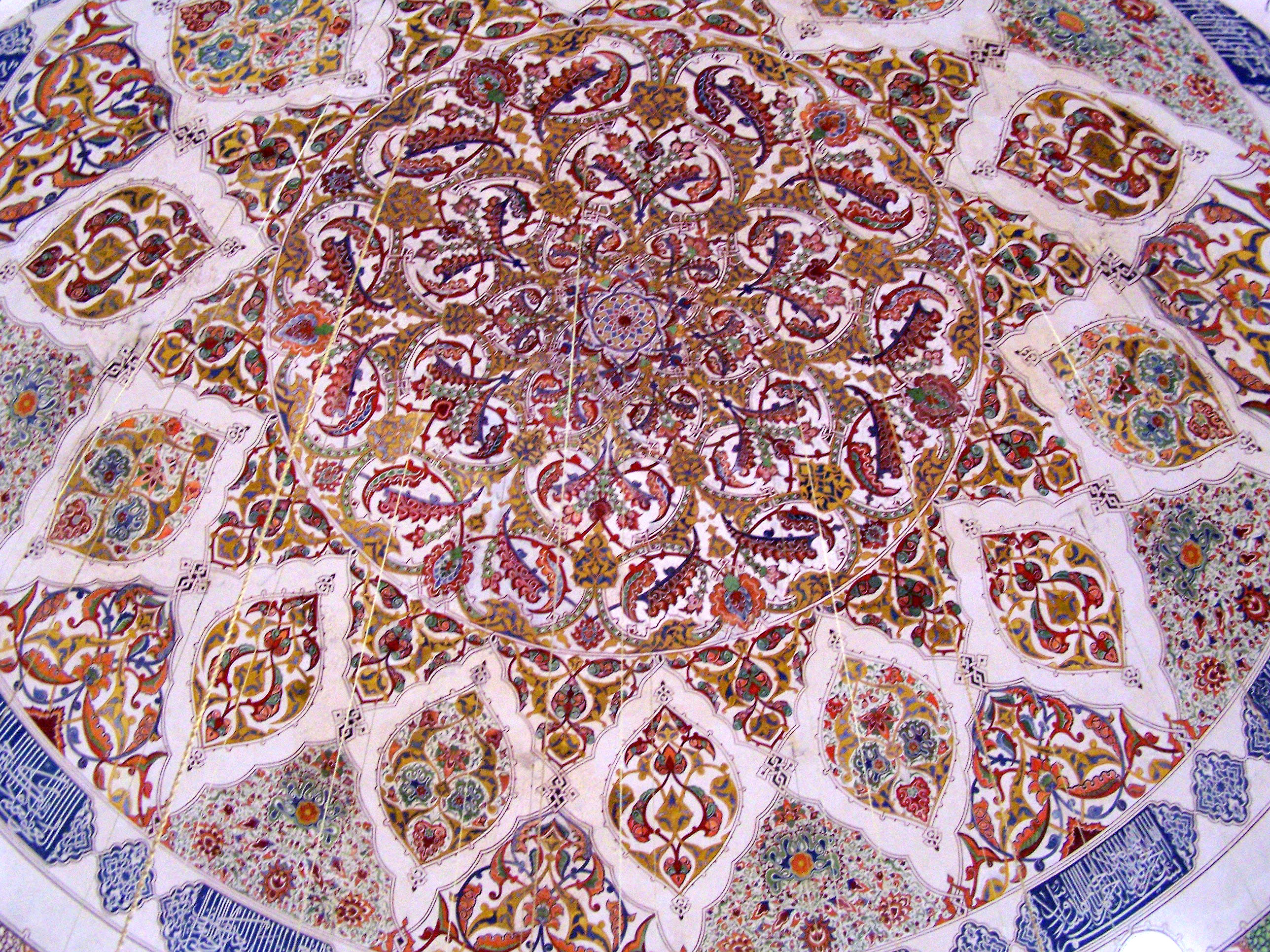
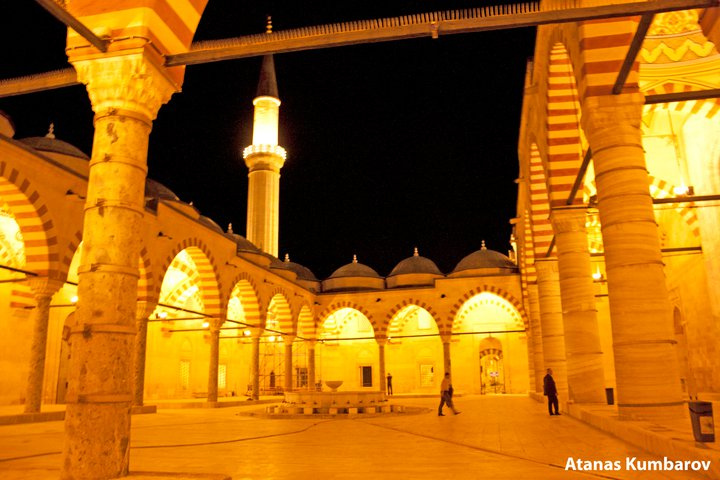
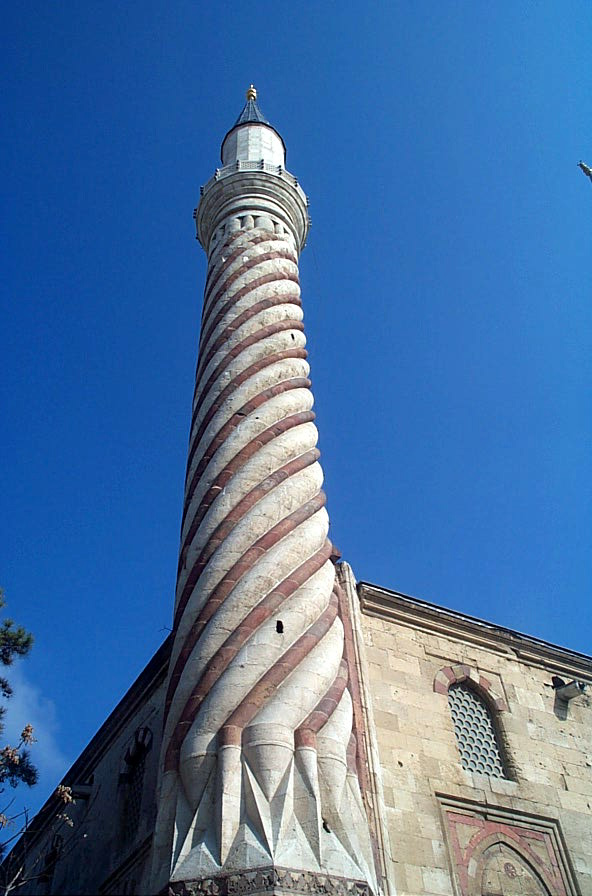
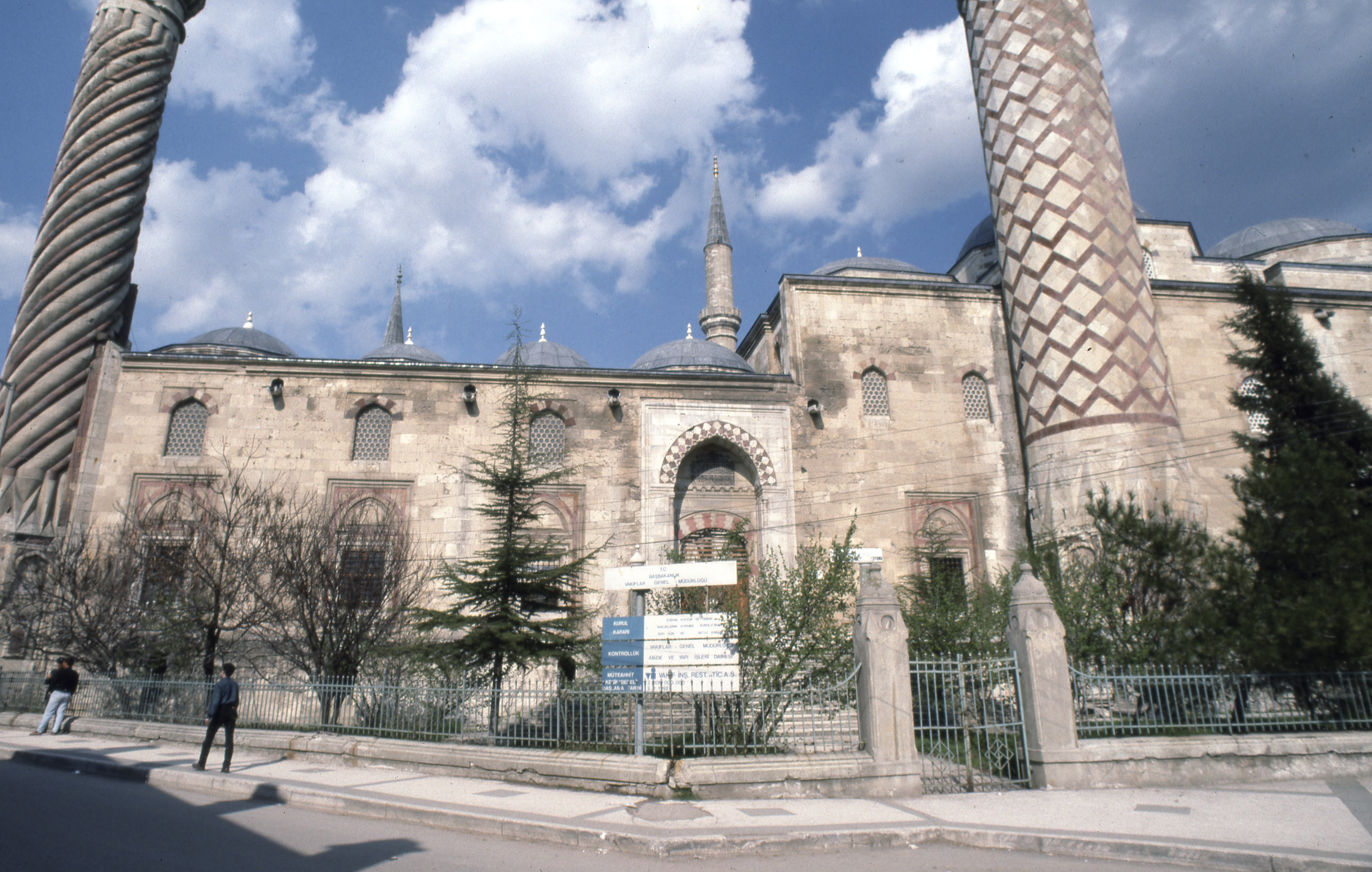
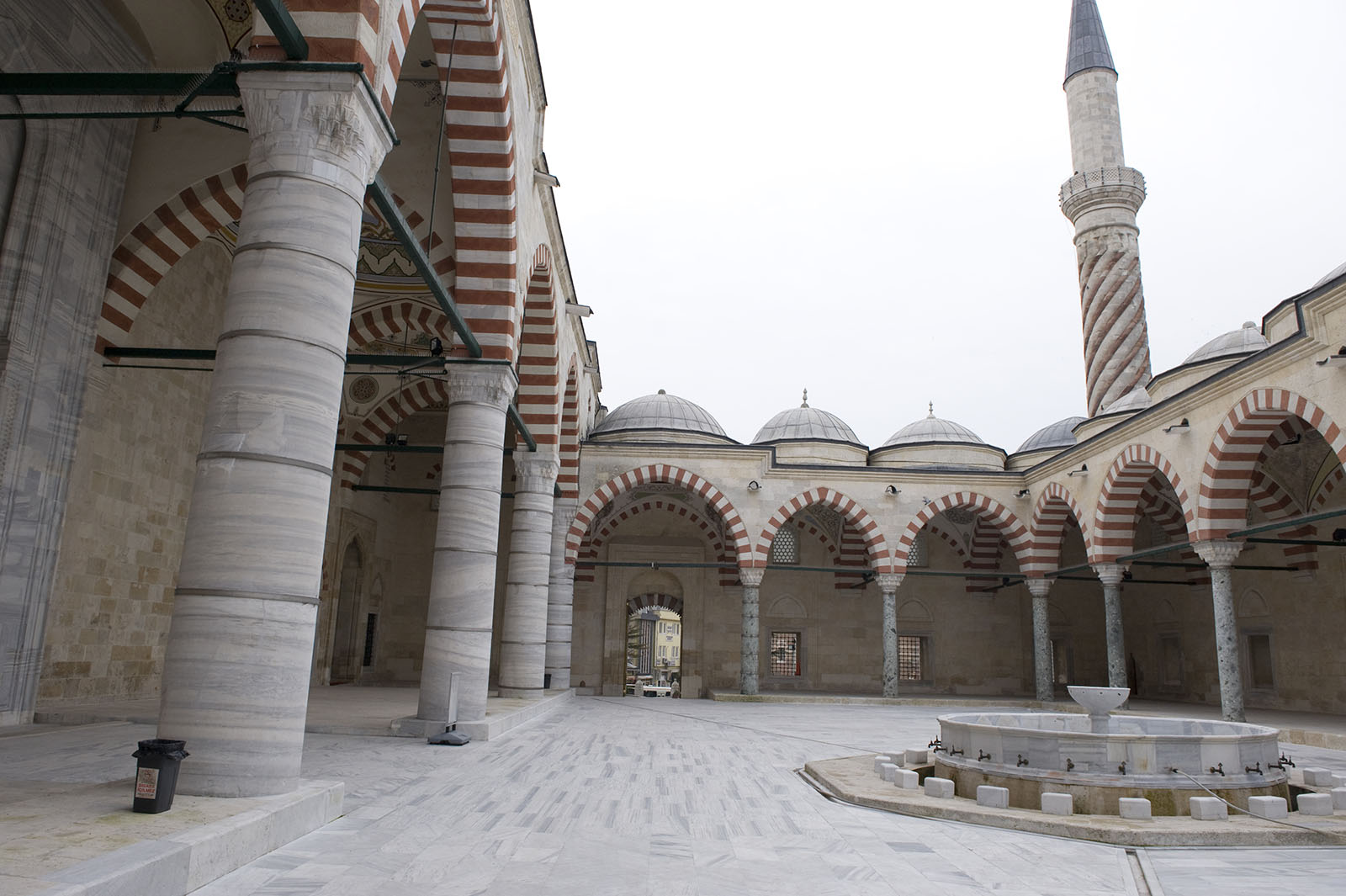
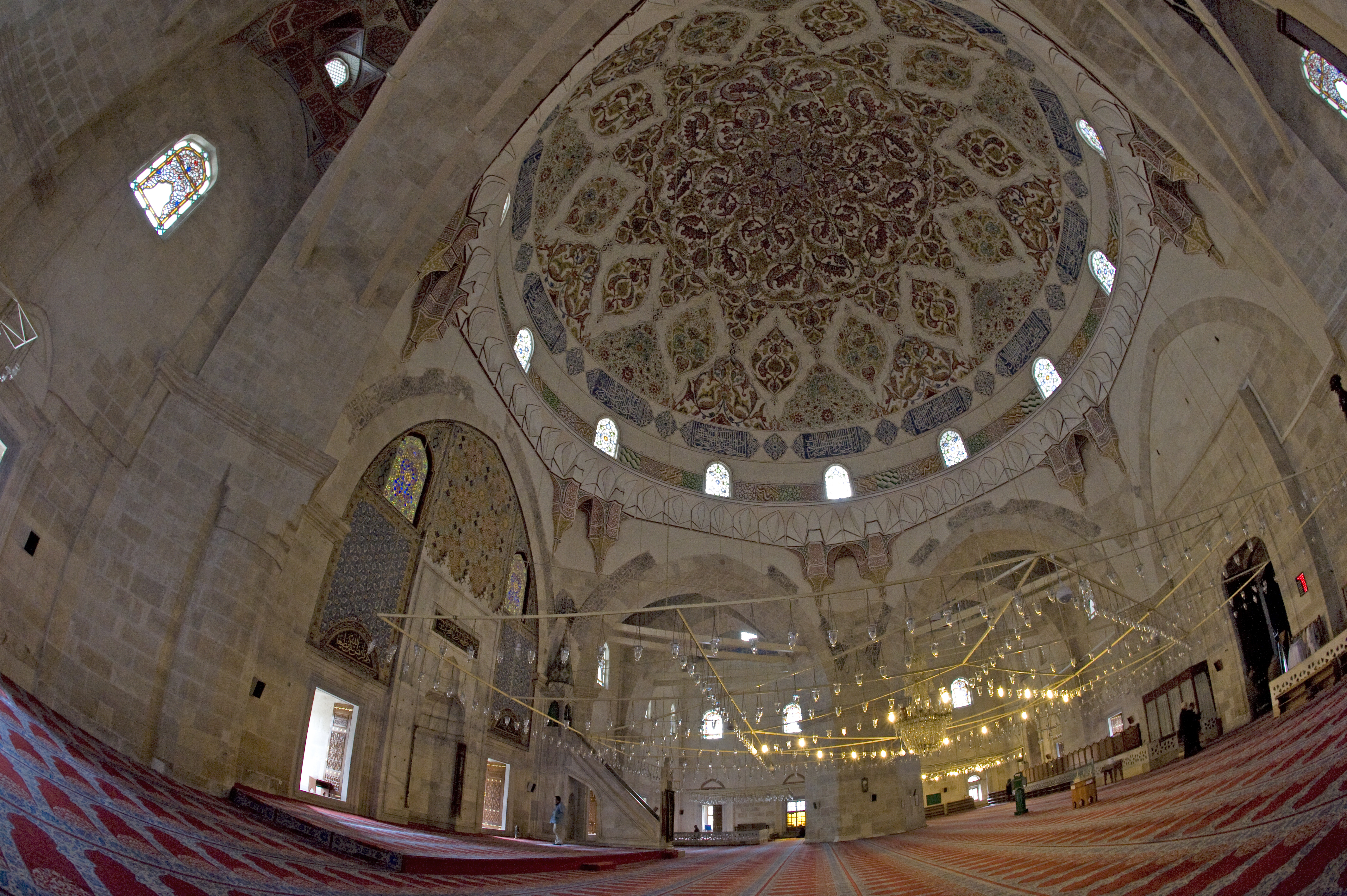
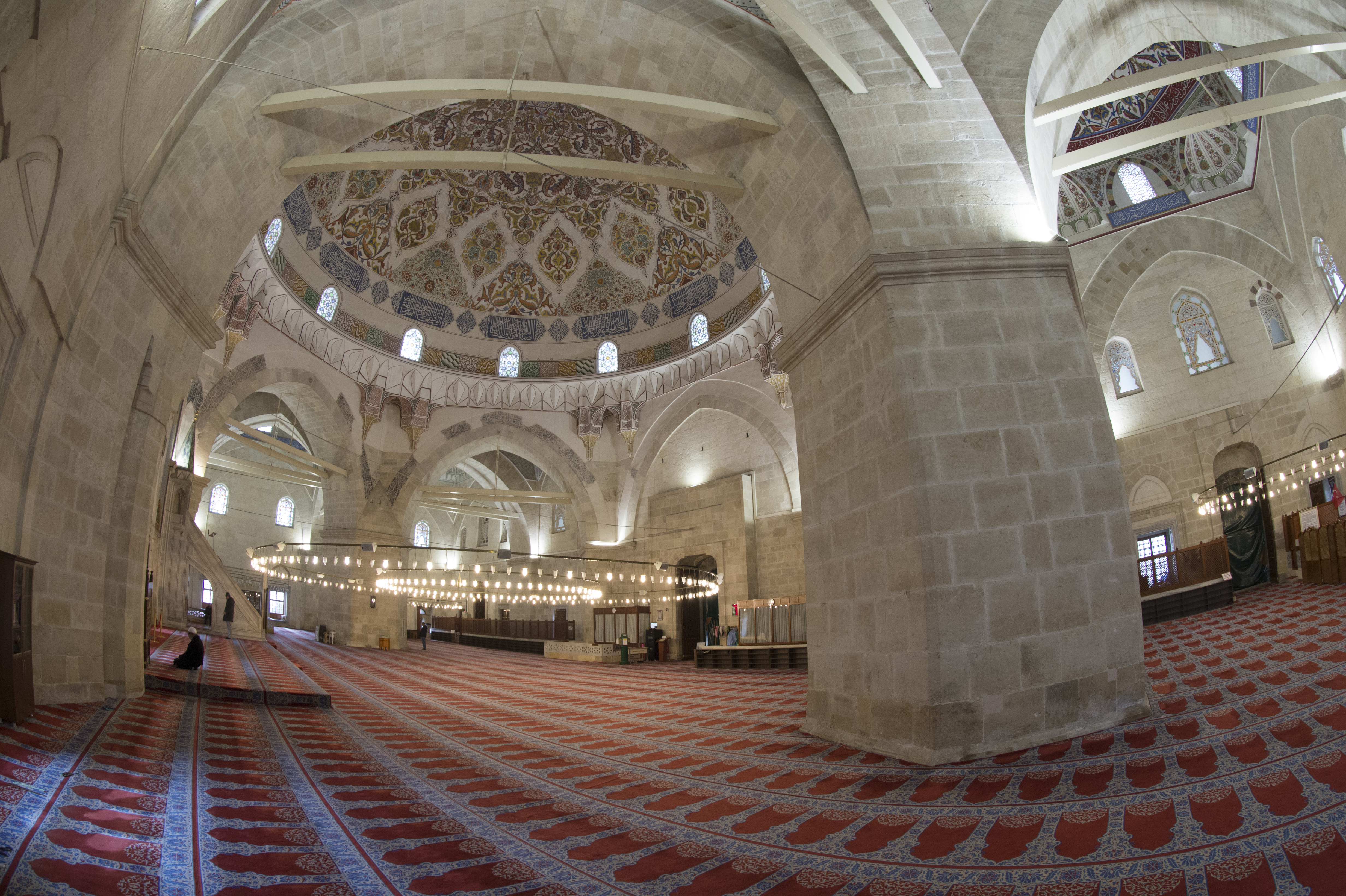
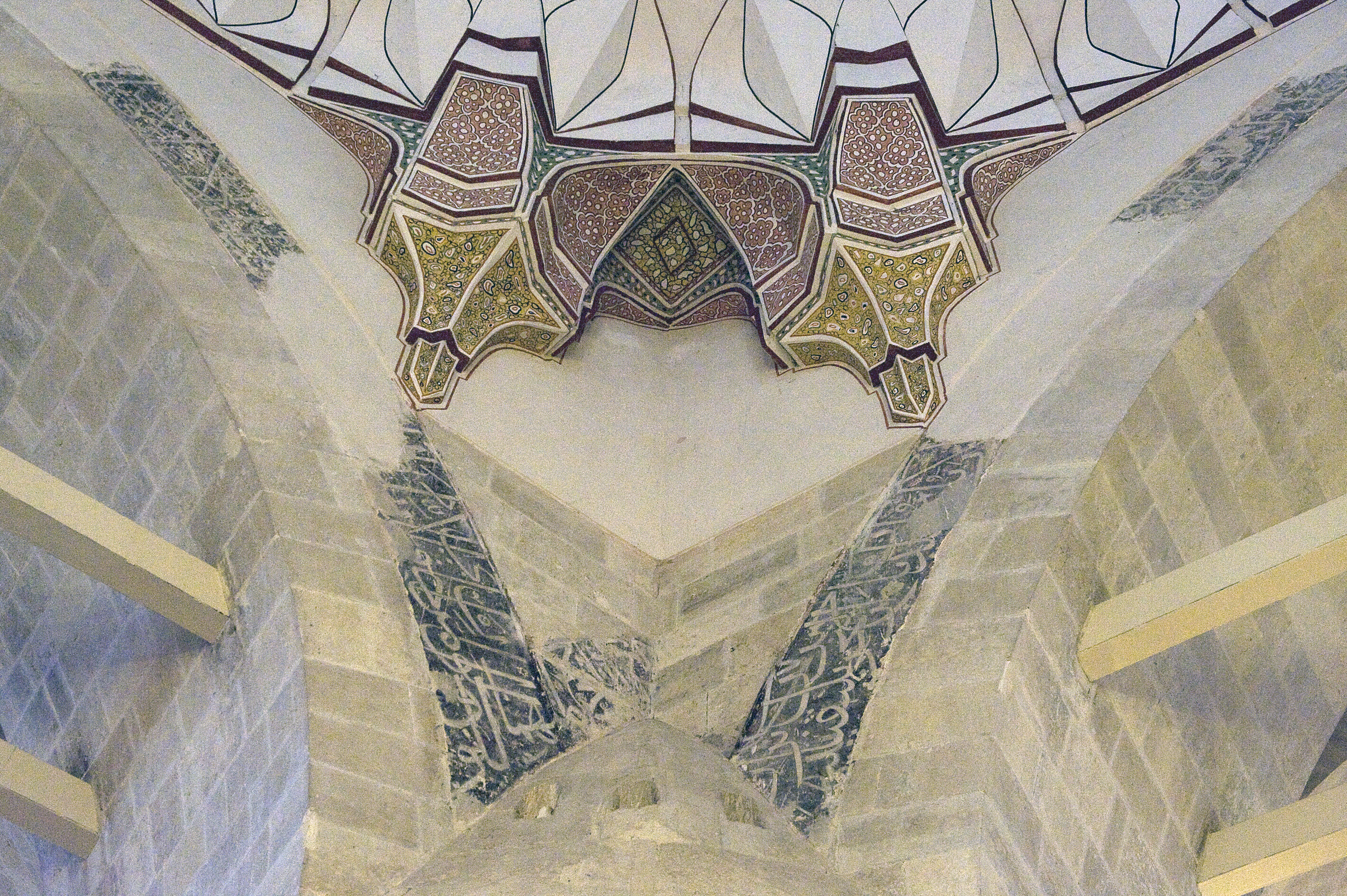